# Diplogeomyza diaphora
Diplogeomyza diaphora är en tvåvingeart som beskrevs av Friedrich Georg Hendel 1917. Diplogeomyza diaphora ingår i släktet Diplogeomyza och familjen myllflugor. Inga underarter finns listade i Catalogue of Life.